# Großsteingrab Boldebuck
Das Großsteingrab Boldebuck war eine megalithische Grabanlage der jungsteinzeitlichen Trichterbecherkultur bei Boldebuck, einem Ortsteil von Gülzow-Prüzen im Landkreis Rostock (Mecklenburg-Vorpommern). Es wurde in der Mitte des 19. Jahrhunderts zerstört. Sein genauer Standort ist nicht überliefert. Georg Christian Friedrich Lisch veröffentlichte 1860 einen Bericht, nach dem die Anlage „vor vielen Jahren“ durch den Oberinspektor Metelmann abgetragen und dabei untersucht worden war. Das Großsteingrab befand sich in einem Grabhügel, der während der Bronzezeit entweder vollständig aufgeschüttet worden war, oder eine bereits vorhandene Hügelschüttung erweiterte. Der Hügel hatte eine Höhe von 12 Fuß (ca. 4 m). Auf halber Höhe fand Metelmann die bronzezeitliche Brandbestattung, zu der keine nähere Beschreibung vorliegt. Darunter lag das Großsteingrab. Über Ausrichtung und Maße liegen keine näheren Informationen vor. Es wird nur sehr vage als rechteckig und aus großen Wandsteinen und mehreren Decksteinen bestehend beschrieben. Der Grabtyp lässt sich mit diesen Angaben nicht bestimmen, es könnte sich sowohl um einen Großdolmen als auch Ganggrab gehandelt haben. Grabbeigaben wurden entweder nicht gefunden oder sie erschienen dem Ausgräber als zu unbedeutend, um sie zu erwähnen.